# 欧洲曲棍球联赛
欧洲曲棍球联赛（Euro Hockey League），为欧洲曲棍球联合会举办的年度性男子曲棍球赛事，包含各国的曲棍球俱乐部。赛事开始于2007-08年。该赛事取代了原有的欧洲曲棍球俱乐部冠军杯。
参赛球队包含24支，来自欧洲曲联排名最高的12个国家。虽然赛事称作欧洲曲棍球联赛，但赛事第1轮采用淘汰赛制，而不是主客场制。